# Charaxes cowani
Charaxes cowani is een vlinder uit de familie van de Nymphalidae. De wetenschappelijke naam van de soort is voor het eerst geldig gepubliceerd in 1878 door Arthur Gardiner Butler.